# Ван Кросроудс (Северна Каролина)
Ван Кросроудс (енгл. Vann Crossroads) насељено је место без административног статуса у америчкој савезној држави Северна Каролина.

## Демографија
По попису из 2010. године број становника је 336, што је 12 (3,7%) становника више него 2000. године.
| Група             | 2000.       | 2010.       |
| Белци             | 283 (87,3%) | 278 (82,7%) |
| Афроамериканци    | 36 (11,1%)  | 20 (6,0%)   |
| Азијати           | 0 (0,0%)    | 1 (0,3%)    |
| Хиспаноамериканци | 2 (0,6%)    | 28 (8,3%)   |
| Укупно            | 324         | 336         |